# Angelo Righetti
Angelo Righetti (Brescia, 1º marzo 1900 – Brescia, settembre 1972) è stato uno scultore italiano.

## Biografia
Righetti ha scolpito ritratti di uomini illustri bresciani, ha disegnato fregi per campane, ha coniato medaglie in occasione di eventi ufficiali e, quasi come un architetto, ha progettato una piccola cappella a Sarezzo.
All'Accademia Cignaroli di Verona ha studiato Disegno e Scultura e si è diplomato nel 1922. Ha poi insegnato Scultura, alla Scuola Superiore d'Arte Beato Angelico di Milano. Realizzò in quel periodo un Redentore per Collecchio, una Madonna per Castiglione delle Stiviere e Angeli per la cappella Cimaschi a Brescia. Nel 1925 dotò la Chiesa del Santissimo Sacramento delle Ancelle della Carità di 4 sculture sull'altare maggiore.
Studiava Michelangelo e l'arte dei maestri comacini. Ha esposto alla Quadriennale di Roma, alla mostra Internazionale d'Arte Sacra di Padova, alla mostra Nazionale del Sindacato di Belle Arti di Firenze. Ha scolpito il ritratto in bronzo per una lapide di Mario Rigamonti - morto nella tragedia aerea di Superga - posta sulle mura di Brescia. Nella chiesa di San Luca a Brescia c'è una formella rettangolare, in pietra di Botticino, con l'Immacolata, opera del 1934. Per la chiesa di San Giovanni Piamarta a Brescia ha scolpito la tomba di padre Piamarta.

### Il Tiratore
A cento città d'Italia era stato chiesto di inviare, per il Foro Mussolini (oggi Stadio dei marmi) una statua d’atleta. L'idea era stata di Renato Ricci, creatore dell'Opera Nazionale Balilla e ideatore del Foro. Il Tiratore era la statua che doveva rappresentare Brescia, ma non fu mai consegnata. Il tiro a segno è un'antica specialità bresciana. Righetti plasmò nella creta un giovane nudo che brandisce il moschetto e mette sulle spalle un fascio di spighe. L'opera doveva andare a Carrara, dove esperti marmisti l'avrebbero ingrandita, nella proporzione stabilita per tutte le statue dello stadio.

### Altre opere
La sua scultura in pietra Le Comari fu presentata alla XVII Biennale di Venezia (1930). Le quattro sculture Testa di donna, del 1932, il vecchio Fra Giorgio e il giovane Giacomino, insieme al ritratto Avvocato Feroldi, furono presentate alla XX Biennale di Venezia. Righetti ha anche scolpito il ritratto del bergamasco Geo Renato Crippa. Vittoria alata è un suo gesso colorato, del 1937. Le due sculture in bronzo, La danza e La musica, del 1934, arrivarono alla Biennale di Venezia e all'Esposizione Internazionale di Bruxelles. Alla Biennale di Venezia del 1940 Righetti vinse un premio per il Ritratto di Costanzo Ciano e un altro premio per la statua da esterno La primavera. Un ritratto di Gabriele D'Annunzio, da lui scolpito nel 1941, è oggi al Vittoriale degli Italiani.

### Dopo la guerra
Righetti aderì alla Resistenza. Ninetta, un suo bronzo del 1949 - una ragazza nuda, con un nastro tra i capelli - è stato alla Mostra del Ritratto femminile di Roma e alla Permanente di Milano. Nudo di giovane è del 1954; Acrobata e Clown, bronzi del 1955, furono esposti alla Permanente di Milano e alla Rassegna interregionale di Cremona del 1961. Nella villa pontificia di Castel Gandolfo c'è una statuaː L'Immacolata.
Per una grave malattia Righetti interruppe ogni attività nel 1965.
Elda, la sorella di Angelo Righetti, ha donato alla città natale dieci opere scultoree, tra crete e bronzi.